# Phyllanthus wittei
Phyllanthus wittei är en emblikaväxtart som beskrevs av Robyns och André Gilles Célestin Lawalrée. Phyllanthus wittei ingår i släktet Phyllanthus och familjen emblikaväxter. Inga underarter finns listade i Catalogue of Life.